# Balti borostyán

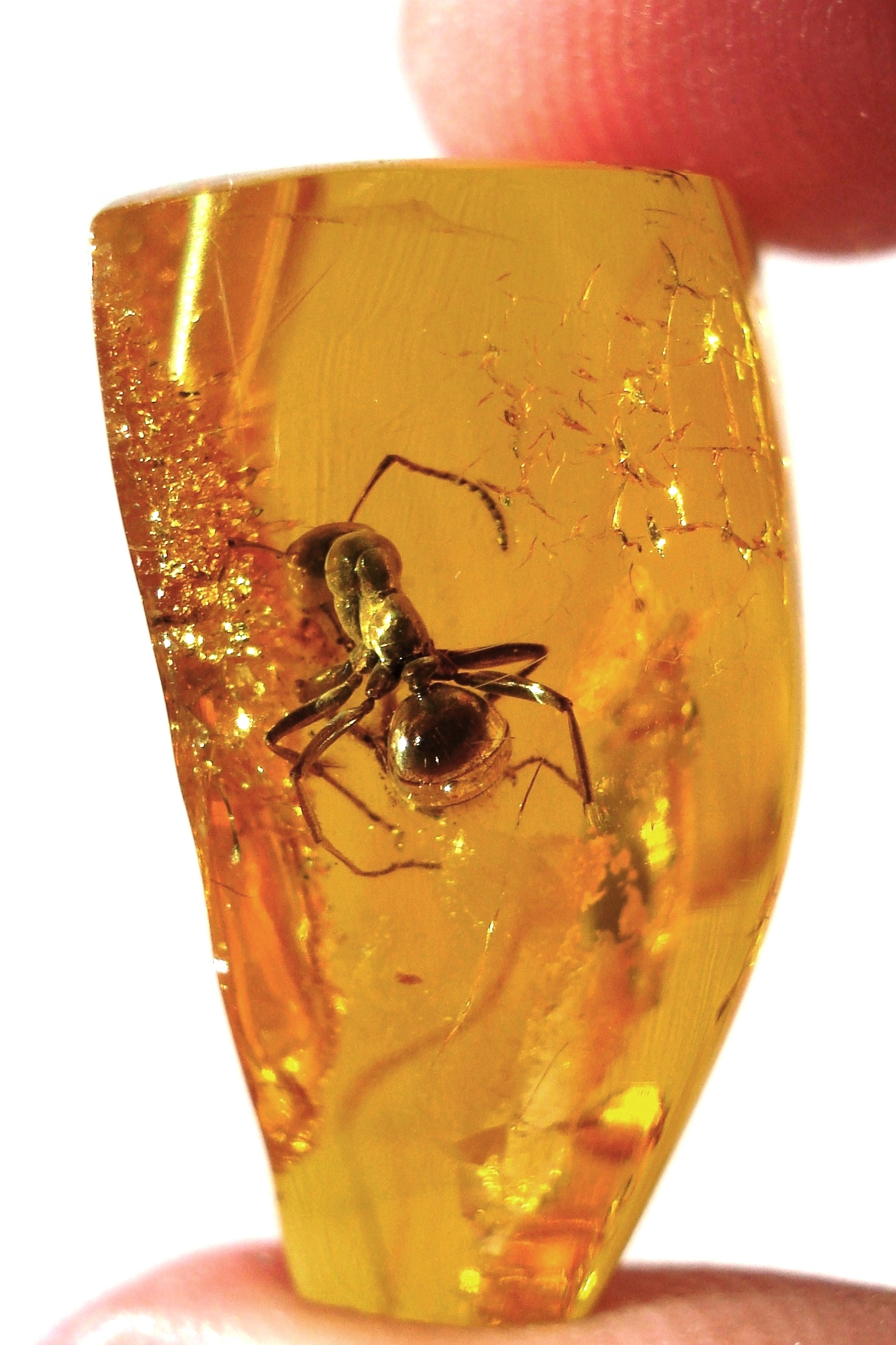
Borostyánkőbe zárt őskori hangya

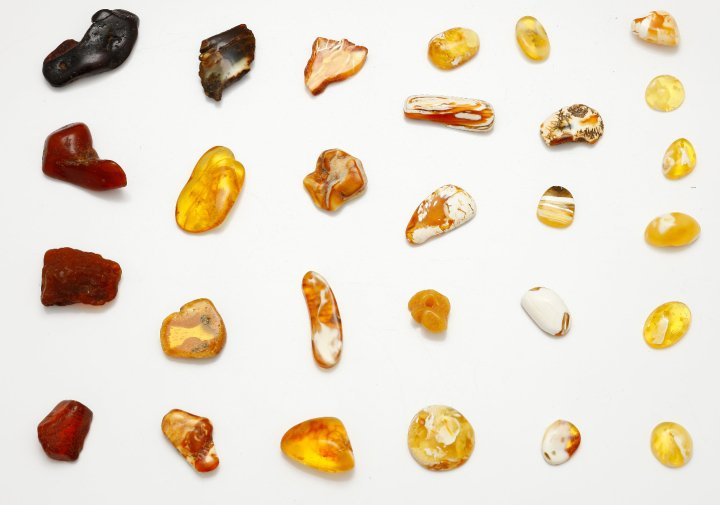
Különböző színű balti borostyánok

A balti borostyán vagy szukcinit a borostyán legismertebb és egyik leggyakoribb változata. Főleg a Baltikumból ismert, nevét is ezért kapta. Legjelentősebb előfordulásaI Lengyelországban a Balti-tenger partvidékén, mintegy 300 km²-es területen, valamint a balti országokban, illetve Oroszország Kalinyingrádi területén vannak. A mai lengyel területen találták 1803-ban az eddigi legnagyobb példányt, ami 7,5 kg tömegű és a berlini múzeum gyűjteményében van. A 2010-es években a borostyán világtermelésének több mint 90%-a a Kalinyigrádi területről érkezik; a 2014-es kitermelés itt 250 tonna, 2015-ben pedig 400 tonna volt.
A szukcinit a szukcinilsav, azaz a borostyánkősav névadója. (A szukcinit átlagosan 8% borostyánkősavat tartalmaz.)

## Keletkezése

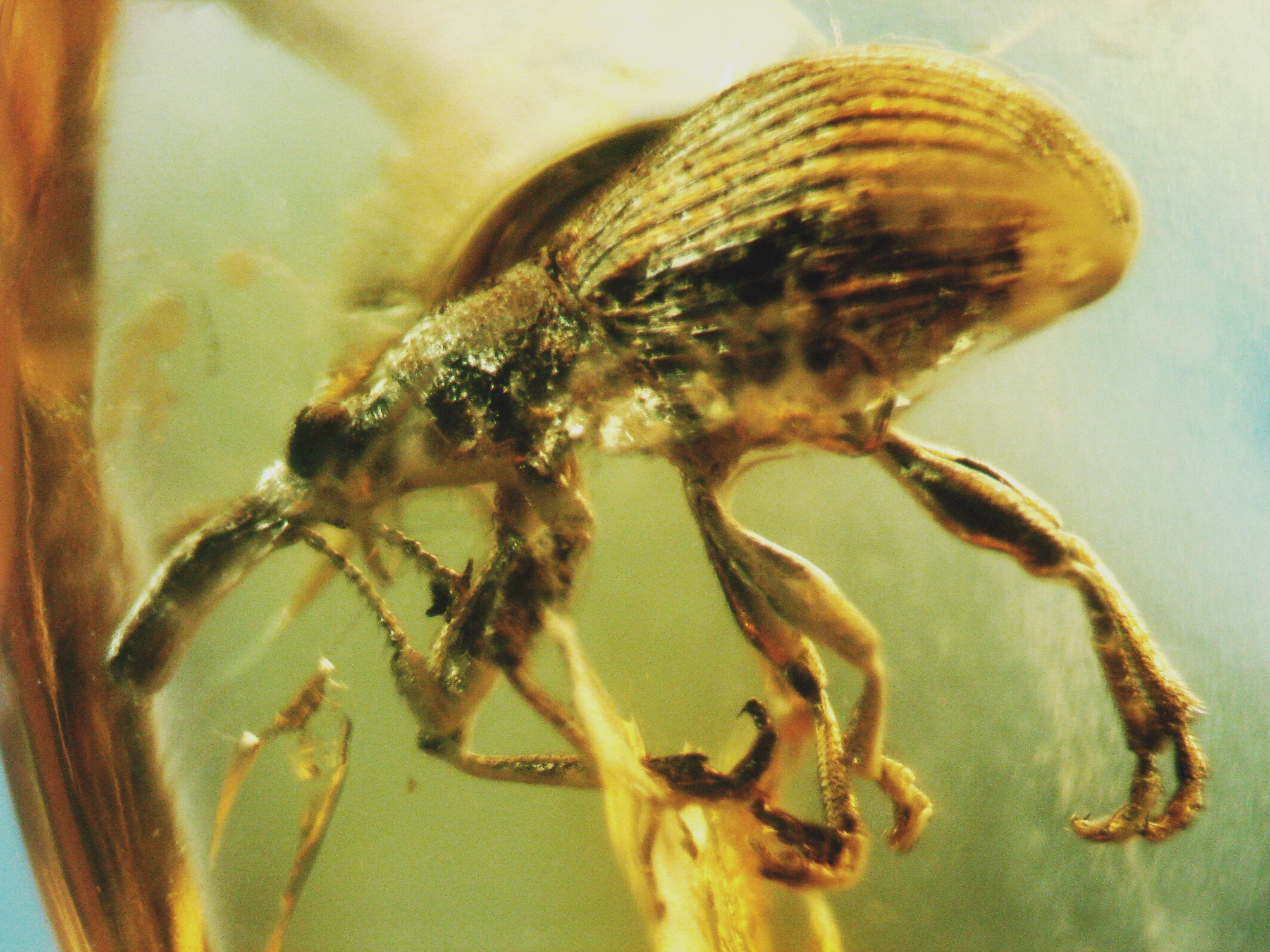
Balti borostyán bogárfosszília-zárvánnyal

A Pinus succinifer nevű fenyőfa megkövesedett, megszilárdult (félfosszilis) gyantája. Ez a fenyőfaj igen hasonlított a ma élő tűnyalábos fenyőkhöz (Pinus spp.), de azoknál jóval több gyantát termelt. A kutatások szerint erdei az alsó oligocén földtörténeti korban nagy területet borítottak a mai Botteni-öbölben, Nyugat-Finnországban és Közép-Svédországban. Hasonló erdőségek voltak Litvániában, Lettországban, Hollandiában, a Cseh-medencében és Dél-Angliában. A gyantacseppeket részben az uszadékfával, részben már önállóan a folyók szállították a tengerekbe, ahol azokról végleg lebomlott minden növényi anyag, és közben fosszilizálódtak. A kőzetkörnyezet és a fejlődési folyamat alapján a borostyánok korát 50 millió évre becsülik.

## Felhasználása

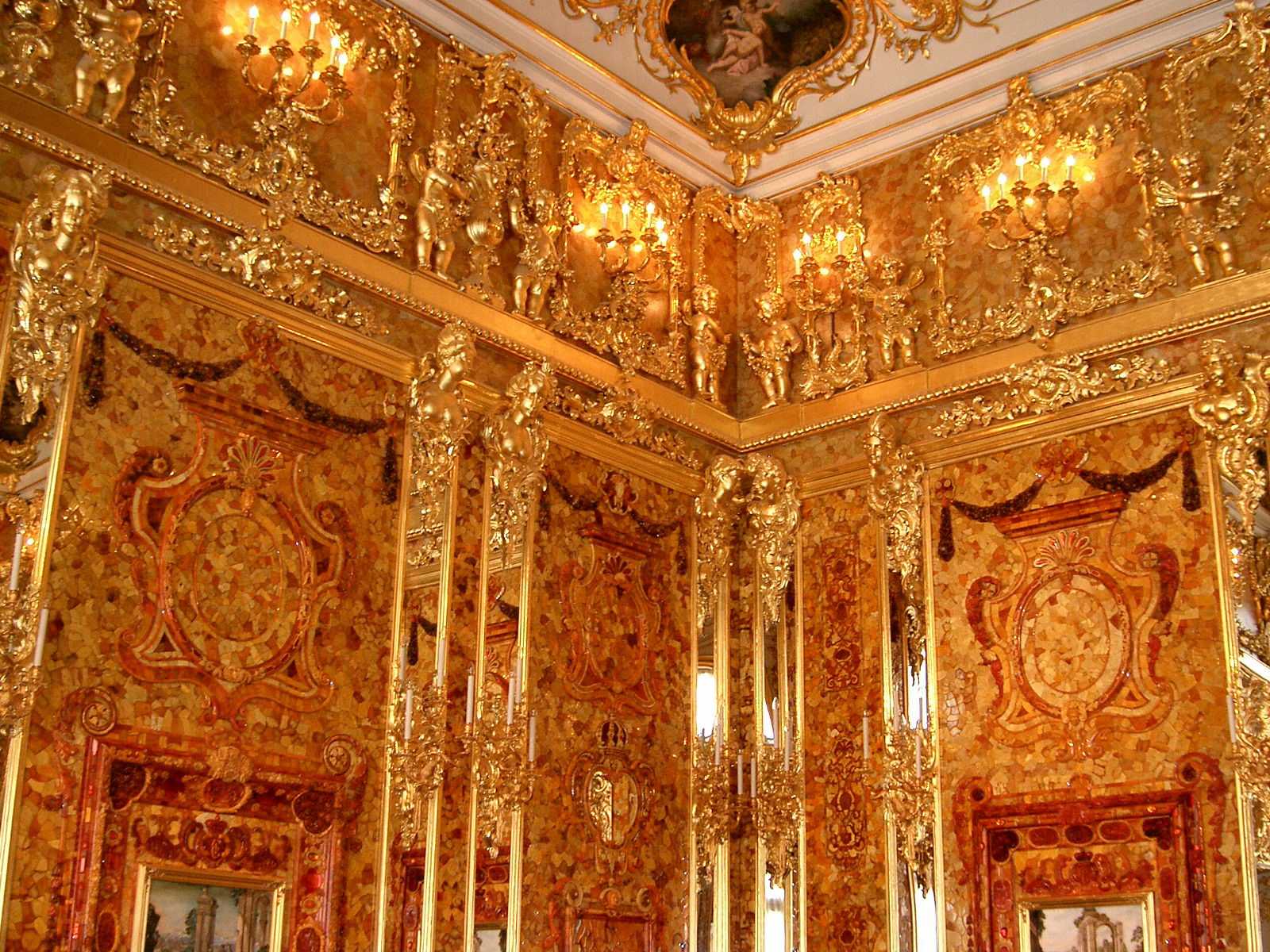
A rekunstruált Borostyánterem

A borostyánt az asszírok már az i. e. 10. században ismerték. Az Északi-tenger és a Balti-tenger partvidékéről a Magyarország mai területét is érintő borostyánúton szállították ezt az értékes ásványt a Római Birodalom központi területeire. Könnyű megmunkálhatósága és változatossága miatt a kézművesek, szobrászok kedvelt anyaga volt: domborműveket, tálakat, szelencéket, apró figurákat készítettek borostyánból. 1670 körül készítették azt a kazettát, amelynek a fedelét a három grácia néven ismertté vált szoborcsoport díszíti, és amit Drezdában állítanak ki.
A híres szentpétervári Borostyántermet eredetileg I. Frigyes porosz király készíttette, és 1712-től rövid ideig a berlini Charlottenburg kastély dísze volt. Fia, I. Frigyes Vilmos a mesés remekművet Nagy Péter orosz cárnak ajándékozta 1716-ban, aki a Pétervár melletti Carszkoje Szelóban található Katalin-palotába építtette be. A második világháború során a nácik lebontották, összecsomagolták és elrabolták a borostyántermet. Anyaga valószínűleg Königsberg (Kalinyingrád) angol bombázásakor pusztult el. A Szovjetunió 1979-ben elkezdte újjáépíteni: a rekonstrukció 2003-ban fejeződött be, a német Ruhrgas jelentős támogatásával.
A legszebb borostyánkő-gyűjtemény Gdańsk városában a Zöld Kapu. Nagy és szép gyűjtemény található még Oroszországban, Franciaországban, Angliában és Ausztriában.
A borostyán ma is kedvelt ékszeralapanyag: brossok, fülbevalók, karkötők, gyöngyláncok, szépen csiszolt gyűrűkövek és vésett medálok készülnek belőle. Lengyelországban az újra elnyert függetlenség emlékére egy 100 m² felületet meghaladó méretű emlékfalat készítettek borostyánborítással.

### Emberi felhasználás
Az ókorban amulettként viselték a borostyánt különböző betegségek elleni védelemre, ahogy erről Plinius napjainkban újra kiadott, már említett művében beszámol. Később „tudományos” magyarázatot is adták ennek a hiedelemnek, mely szerint a dörzsölés következtében kialakuló negatív töltéstöbblet gyógyító hatású. Agricola szerint a folyadékban (vízben vagy borban) huzamosabb ideig tartott borostyán a folyadékot gyógyításra alkalmassá teszik vérzések csillapítására és hányinger kezelésére, valamint láz esetén. A 17. században porítva és folyadékkal elegyítve gyomorbetegségekre és emésztés elősegítésére javasolták használatát. Ebben az időben párlatait (borostyánolaj és borostyánkősav) is gyógyszerként árusították. Lengyelországban napjainkban is használják, őrleményét zsíros keverékben bőrösszehúzásra forgalmazzák. Szeszben oldottan bedörzsölésre ízületi panaszoknál javasolják használatát.
Ékszerészeti felhasználása a kőkorszak óta folyamatos. A Római Birodalom egy legfontosabb importcikke volt; behozatalára építették ki a Borostyánút (borostyánkőút) nevű, Magyarországon is átvezető útvonalat.